# Matilde Revenga

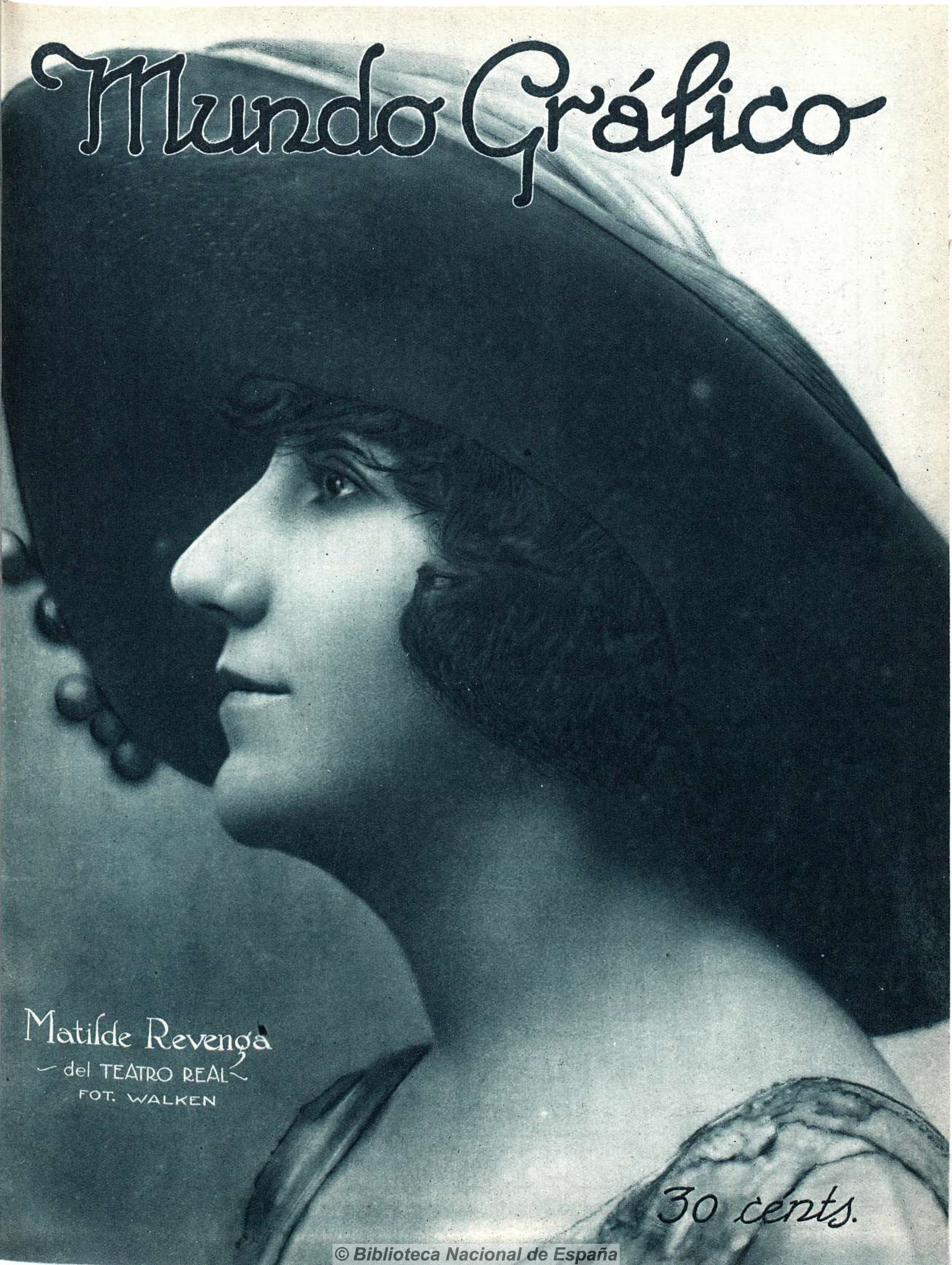
En una portada de Mundo Gráfico (1921)

Matilde Revenga Pérez-Lara (Valencia, 4 de noviembre de 1904-Madrid, 7 de noviembre de 1985) fue una soprano española que desarrolló su carrera artística en las décadas de 1920 y 1930.

## Biografía
A los dieciséis años se trasladó a Madrid para tomar lecciones de canto de Ignacio Tabuyo, debutando dos años más tarde en el Teatro Real en Lohengrin. Posteriormente se trasladó a Italia, presentándose con éxito en Milán, Venecia y Génova.
En su trayectoria se destacan sus actuaciones en Jardín de Oriente, de Joaquín Turina (1923), en Maruxa, de Amadeo Vives en el Teatro Massimo de Palermo (1924), y en las últimas representaciones de La Bohème que se dieron en el Teatro Real antes de su clausura, en 1925, junto a Miguel Fleta, Aníbal Vela y Carlos del Pozo. Tras el cierre del Teatro Real, actuó habitualmente en el Teatro Apolo y debutó en el Liceo de Barcelona con Carmen.
Al principio de los años 1930 se centró en el repertorio de la zarzuela, habitualmente haciendo pareja con Fleta. Tras el final de la Guerra Civil Española no continuó con su carrera.
Realizó varias grabaciones discográficas, destacando algunas grabaciones para HMV de duetos con Miguel Fleta, así como una grabación con escenas de Marina de Arrieta, junto a Fleta y Emilio Sagi Barba.